# Abdalcuria
Abdalcuria (em árabe: Abd al Kuri, escrito عبد الكوري) é uma ilha pertencente ao Iémen, situada entre Socotorá e a costa somali. A sua área é de 133 km². Abdalcuria, Samhah e Darsah completam o conjunto de ilhas conhecido por "Os Irmãos".
Durante o século XIX, o seu território, assim como o de Socotorá, foi palco de várias expedições arqueológicas. A flora da ilha é rica, e intensamente estudada também durante este século, principalmente por comitivas provenientes dos museus britânicos.
Na ilha é encontrado o Pardal-de-Abdalcuria, espécie endêmica da região, onde são encontrados apenas 1000 indivíduos.